# Sumowo (powiat sejneński)
Sumowo – wieś w Polsce, położona w województwie podlaskim, w powiecie sejneńskim, w gminie Sejny. Leży nad jeziorem Dmitrowo.
| SIMC    | Nazwa     | Rodzaj    |
| ------- | --------- | --------- |
| 1011885 | Cyganowo  | część wsi |
| 1012005 | Orzechowo | część wsi |

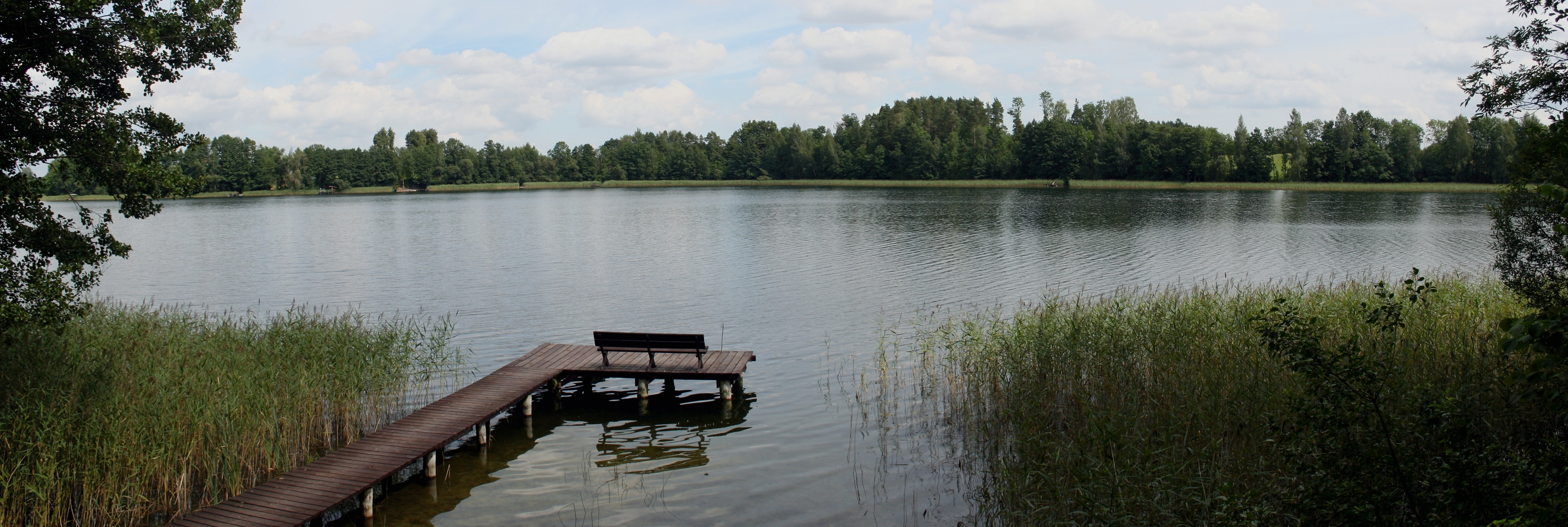
Jezioro Dmitrowo

W latach 1975–1998 wieś należała administracyjnie do województwa suwalskiego.
Wieś liczyła 54 mieszkańców w 2011.